# Florencia Szigeti
Florencia Szigeti (8 de julio de 1981, Buenos Aires) es una nadadora argentina en la especialidad de estilo libre. Ha competido en dos ocasiones en los Juegos Olímpicos, en la edición de 2000 y de 2004, y ganó una medalla de plata en los Juegos Panamericanos de 2003 en la prueba de los 100 metros libres.

## Trayectoria
Hija de Pedro Szigeti y Leticia Montero, tiene un hermano, Martín. En 1999 se graduó en el Colegio Universitario Central de Ciudad de Mendoza, Argentina. Durante el tiempo que estuvo allí fue miembro del club de natación Mendoza de Regatas. En 2003 ganó la medalla de plata en los Juegos Panamericanos en la especialidad de los 100 metros libres, consiguiendo además el récord sudamericano con un tiempo de 55.92. También llegó a ser campeona sudamericana en los 100 metros libres en el año 2000 y subcampeona en los 200 metros libres. También representó a su país en los Juegos Panamericanos de 1999.
Así mismo participó en el Campeonato Mundial de Natación en Piscina Corta de 1999, y también en los Campeonatos del Mundo de 2001 en Fukuoka (Japón) y 2003 en Barcelona, España. En el Campeonato Mundial de Natación en Piscina Corta de 2004 fue octava en los 200 metros libres. Cuando tenía 19 años participó en los Juegos Olímpicos de Sídney 2000 en las pruebas de 100 y 200 metros libres, siendo 23.ª clasificada en la primera prueba y descalificada en la segunda. En los siguientes Juegos Olímpicos, en Atenas 2004 volvió a participar en las mismas pruebas y también en los 50 metros lisos. En ninguna de las tres pruebas pudo pasar a la final, y fue eliminada en la primera ronda.
En abril de 2000 batió el récord de Argentina de 4×200 metros libres con un tiempo de 8:23.74 en Mar del Plata junto con sus compañeras Luciana Páez, Melina Bassino, y María Garrone. Además en 2004 en Indianápolis, Estados Unidos, batió el récord nacional de los 100 metros libres en piscina corta con un tiempo de 55.19. Además de estos récords absolutos posee otros en diferentes categorías como la juvenil (56.80 en 100 m en 1999 y otros cinco en relevos). En su momento también batió varios récords universitarios del Estado de Arizona y actualmente todavía posee alguno como el de los 200 metros libres o el del 4x200 metros libres junto a Petra Banovic, Ágnes Kovács y Amanda Gillespie. En la temporada 2003-04 ganó su primer título de su carrera del Pac-10. Todavía en el año 2008 consiguió batir el récord nacional de los 50 metros libres con un tiempo de 26” 35/100, aunque posteriormente se lo arrebataron. Además se publicó que iba a formar parte de un récord Guinnes, ya que junto a 234 personas consiguieron nadar 25 yardas cada una en una hora contra las 204 personas que ostentaban anteriormente el récord. Actualmente vive en Phoenix (Arizona) y trabaja en la empresa Arizona Tile, donde tiene el cargo de agente de compras.
En 2010 obtuvo el Premio Konex - Diploma al Mérito como una de las 5 mejores nadadoras de la década en Argentina.